# Aldhal, Shahpur
Aldhal là một làng thuộc tehsil Shahpur, huyện Gulbarga, bang Karnataka, Ấn Độ.